# Silky heart
《silky heart》는 일본의 여성 성우 겸 가수인 호리에 유이가 발매한 통산 10번째 싱글이다. 2009년 1월 28일 스타 차일드로부터 발매되었다.
애니메이션 《토라도라!》의 두 번째 오프닝 주제가인 silky heart를 포함하여 총 3곡을 담고 있으며, 《silky heart》가 발매된 이 날 《토라도라!》의 주역 3인방 성우(호리에 유이, 쿠기미야 리에, 키타무라 에리)가 함께 부른 두 번째 엔딩 주제가인 《오렌지》도 같이 발매되었다. 또한 이 날은 《토라도라!》의 제17화 방영일로, 이 날 싱글 발매와 동시에 《오렌지》와 함께 방송에 쓰이기 시작했다.

## 수록곡
1. silky heart (3:58)
작사 : Satomi, 작곡 : 후지스에 미키, 편곡 : 카와구치 케이타
TV애니메이션 《토라도라》의 오프닝 주제가
2. Love Countdown (4:16)
작사・작곡・편곡 : 하시모토 유카리
3. 밤 하늘과 파자마(ほしぞらとパジャマ) (2:31)
작사・작곡・편곡 : ACOMPANAR
4. silky heart (off Vocal Ver.)
5. Love Countdown (off Vocal Ver.)
6. 밤 하늘과 파자마 (off Vocal Ver.)

## 초회한정판
통상판과 동시에 초회한정판(KICM-91269)도 발매하였다. 디지털 패키지를 사양으로 적용하였고 PV1곡의 수록 뮤직클립DVD를 첨부한 것이 특징이다.